# Raemon Sluiter
Raemon Sluiter (Rotterdam, 13 de Abril de 1978) é um ex-tenista profissional neerlandês. alcançou o N. 46, em simples e 97 em duplas pela ATP. Foi representante da Equipe Neerlandesa de Copa Davis.
Em 2009, ao chegar a final do torneio de s-Hertogenbosch, na Holanda, ele tornou-se o tenista de pior ranking em todos os tempos a chegar a uma final de um ATP. Ele chegou a final do torneio como número 866 do mundo.

## Carreira de treinador
Depois de se aposentar da carreira de jogador, Sluiter tornou-se treinador. Desde 2015, ele treina a jogadora holandêsa Kiki Bertens. Em 2016, Bertens chegou à semifinal do Aberto da França.

## ATP finals

### Simples: 0 (0–1)
| Legenda                           |
| --------------------------------- |
| Grand Slam (0–0)                  |
| ATP World Tour Finals (0–0)       |
| ATP World Tour Masters 1000 (0–0) |
| ATP World Tour 500 series (0–0)   |
| ATP World Tour 250 series (0–1)   |

| Posição | N. | Data          | Torneio                                | Piso  | Oponente        | Placar   |
| ------- | -- | ------------- | -------------------------------------- | ----- | --------------- | -------- |
| Vice    | 1. | 14 Junho 2009 | Ordina Open, 's-Hertogenbosch, Holanda | Grama | Benjamin Becker | 7–5, 6–3 |

## Simples (10)
| Legenda (Simples)               |
| Grand Slam (0)                  |
| ATP World Tour Masters 1000 (0) |
| ATP World Tour 500 (0)          |
| ATP World Tour 250 (0)          |
| ATP Challenger Tour (10)        |

| N.  | Dat               | Torneio      | Piso    | Oponente na final  | Placar       |
| 1.  | 5 Julho 1999      | Bristol      | Grama   | Chris Wilkinson    | 6–3 6–7 7–6  |
| 2.  | 1 Novembro 1999   | Aachen       | Carpete | David Prinosil     | 2–6 6–4 7–6  |
| 3.  | 9 Julho 2001      | Scheveningen | Saibro  | Paul-Henri Mathieu | 6–3 6–4      |
| 4.  | 28 Janeiro 2002   | Lübeck       | Carpete | Alexander Popp     | 6–2 3–0 ret. |
| 5.  | 25 Fevereiro 2002 | Hamburgo     | Carpete | Neville Godwin     | 6–1 6–3      |
| 6.  | 1 Abril 2002      | Tunis        | Saibro  | Mario Radic        | 6–2 7–5      |
| 7.  | 8 Julho 2002      | Scheveningen | Saibro  | Salvador Navarro   | 7–6 6–7 7–6  |
| 8.  | 21 Fevereiro 2005 | Lübeck       | Carpete | Alexander Waske    | 7–6 7–6      |
| 9.  | 21 Novembro 2005  | Praga        | Carpete | Nicholas Thomann   | 6–3 7–5      |
| 10. | 23 Julho 2007     | Poznań       | Saibro  | Júlio Silva        | 6–4 6–3      |